# Мюллер, Саломон
Саломон Мюллер (нем. Salomon Müller) — немецкий натуралист и зоолог.

## Биография
Саломон Мюллер родился в семье седельника и хозяина трактира. Он окончил народную школу и брал частные уроки латыни. В 1823 году он посещал лекции по зоологии в Гейдельбергском университете, однако, зачислен не был. В своё свободное время он занимался охотой на птиц и препарированием.

## Экспедиция вОст-Индию

### Комиссия по естествознанию
Он познакомился с начинающими натуралистами Генрихом Бойе и Генрихом Кристианом Маклотом во время их остановки в трактире родителей. Молодой хозяин так заинтересованно подслушивал переговоры обоих о результатах экспедиции, что привлёк тем самым их внимание. После того, как они узнали о его таланте охотника и умении препарировать тушки птиц, они смогли убедить Конрада Якоба Темминка в том, чтобы взять молодого Мюллера в качестве таксидермиста в комиссию по естествознанию Голландской Индии (Natuurkundige Commissie voor Nederlandsch Indië). Скоро его связала с Бойе и Маклотом глубокая дружба.

### Ява
В декабре 1825 года по поручению Темминка Мюллер отправился в качестве коллектора и таксидермиста вместе с Бойе и Маклотом, а также нидерландским художником-иллюстратором Питером ван Оортом в научную экспедицию на Яву. После ранней смерти их предшественников Генриха Куля (ум. в 1821) и Йохана Кунрада ван Хасселта (ум. в 1823) необходимо было собрать научные коллекции для Музея естествознания в голландской части Ост-Индии. Прибыв 6 июня 1826 года на Яву, они исследовали до 1828 года и в 1831 году флору и фауну острова. Уже на второй год исследований маленькая группа потеряла своего руководителя Генриха Бойе, который умер 4 сентября 1827 года от лихорадки.

### Новая Гвинея и Тимор
Затем Мюллер в сопровождении Маклота, ван Оорта и таксидермиста Геррита ван Ралтена (1797—1829), последнего оставшегося в живых из первой экспедиции Генриха Куля, и ботаника Александра Циппелиуса отправился к многочисленным индонезийским островам. В период с 1828 по 1829 год он путешествовал на борту корвета «Тритон» к Молуккским островам, на юго-западное побережье Новой Гвинеи и в Тимор. Почти год пребывания на Тиморе унёс жизни ещё двух участников экспедиции, Циппелиус умер в 1828 году, ван Ралтен в 1829 году.

### Суматра
С 1833 по 1835 год Мюллер совместно с ван Оортом и ботаником Питером Виллемом Корталсом исследовал западное побережье и материковые части Суматры. После того, как в 1832 году во время восстания китайских рабочих на Яве был убит Маклот, двухлетние мероприятия на Суматре стали его заслугой. Наконец, последний член его группы ван Оорт, пал жертвой малярии в 1834 году.

### Результаты
После своего возвращения в 1837 году в Европу Мюллер привёз огромную массу зоологических экспонатов. Только его орнитологической добычей для Лейденского музея стали 6500 чучел птиц, 700 скелетов, 150 гнёзд и 400 яиц. Кроме этого его коллекция содержала многочисленные экземпляры млекопитающих, рыб, рептилий и амфибий, много растений и минералов.

## Заслуги
После 11 лет в тропиках, убийственный климат которых стал причиной гибели всех попутчиков Мюллера, он единственный за всю 30-летнюю историю существования комиссии из немногих оставшихся в живых, кто вернулся в Европу. Он получил голландское гражданство и был назначен служащим Лейденского музея, где он делал всё возможное, чтобы научно описать коллекции индийского архипелага. Когда в 1850 году комиссия по естествознанию была упразднена, он переехал во Фрайбург. Здесь в уединении он провёл свои последние годы жизни и умер 29 декабря 1863 года.
В декабре 1837 года философский факультет в Гейдельберге присвоил ему докторскую степень за его заслуги по зоологии, а также в области минералогии и физики.
Саломоном Мюллером были впервые описаны многочисленные роды и виды животных, например род древесные кенгуру (Dendrolagus) и гавиаловый крокодил (Tomistoma schlegelii).

## Труды
- Salomon Müller: Bijdragen tot de kennis van Sumatra: bijzonder in geschiedkundig en ethnographisch opzigt. Hrsg. S. & J. Luchtmans, Leiden, 1846.
- Salomon Müller: Reizen en onderzoekingen in Sumatra: gedaan op last der Nederlandsche Indische regering, tusschen de jaren 1833 en 1838, door Dr. S. Müller en Dr. L. Horner. Hrsg. K. Fuhri, Gravenhage, 1855.
- Salomon Müller: Reizen en Onderzoekingen in Den Indischen Archipel: Gedaan Op Last der Nederlandsche Indische Regering, Tusschen de Jaren 1828 en 1836 Hrsg. Frederik Muller, Amsterdam, 2 Bände, 1857.
- Salomon Müller & Hermann Schlegel: Over de Krokodillen van den Indischen Archipel. — In: Conraad Jacob Temminck: Verhandlingen over de Naturlijke Geschiedenis der Nederlandsche Oberzeesche Bezittingen door de leden der Natuurkundige Kommissie in Indie en andere schrijvers. Hrsg. S. & J. Leuchtmans & C. C. van de Hoeck, Leiden, 1839—1844.